# Amor de Que
"Amor de Que" é uma canção do cantor e drag queen brasileiro Pabllo Vittar, lançada em 31 de outubro de 2019 como terceiro single de seu EP 111 1 (2019).

## Antecedentes
Vittar anunciou o vídeo clipe em 2 de dezembro de 2019 pelo Twitter. No mesmo dia uma prévia do clipe foi liberada para quem escutar a música no Spotify.

## Vídeo musical
O vídeo clipe foi gravado em São Paulo em 12 de novembro de 2019, e foi lançado em 4 de dezembro de 2019.

## Prêmios e indicações
| Ano  | Prêmio                                | Indicação       | Resultado | Ref.   |
| ---- | ------------------------------------- | --------------- | --------- | ------ |
| 2019 | Troféu APCA                           | Clipe do Ano    | Venceu    | [ 15 ] |
| 2020 | Prêmio Jovem Brasileiro               | Hit do Ano      | Venceu    | [ 16 ] |
| 2020 | MTV Millennial Awards Brasil          | Hino do Ano     | Venceu    |        |
| 2020 | MTV Millennial Awards Brasil          | Clipão da P#rr@ | Indicado  |        |
| 2020 | Prêmio Multishow de Música Brasileira | Canção do Ano   | Indicado  |        |

## Créditos
Créditos adaptados do Genius.
- Pabllo Vittar – vocais
- Rodrigo Gorky – compositor
- Pablo Bispo – compositor
- Maffalda – compositor
- Matheus Santos – compositor
- BTM – produtor

## Desempenho nas tabelas musicais

### Tabelas semanais
| País – Tabela musical (2020) | Melhor posição |
| ---------------------------- | -------------- |
| Portugal (AFP)               | 145            |
| Brasil (Top 50 Streaming)    | 10             |
| Brasil (Top 10 Streaming)    | 8              |

## Vendas e certificações
| Região                                                                                             | Certificação | Vendas   |
| -------------------------------------------------------------------------------------------------- | ------------ | -------- |
| Brasil (Pro-Música Brasil)                                                                         | 2× Diamante  | 600,000^ |
| *números de vendas baseados somente na certificação ^distribuições baseadas apenas na certificação |              |          |